# Discografia de Alexis Jordan
A discografia de Alexis Jordan, uma cantora norte-americana, consiste em um álbum de estúdio e quatro singles (incluindo um como artista convidada). Após ganhar notoriedade participando do America's Got Talent e divulgando versões covers em sua conta no YouTube, Jordan assinou contrato com a gravadora norte-americana Roc Nation em 2008.
Em 2011, "Happiness", primeiro single de Jordan, passou dez semanas no topo da tabela musical dos Países Baixos, a Dutch Top 40 e enumerou-se entre as dez primeiras posições na Austrália, na Bélgica, na Nova Zelândia e no Reino Unido, tendo alcançando ainda a primeira posição na Noruega. Em fevereiro daquele ano, a artista lançou seu álbum de estreia, Alexis Jordan, que debutou no nono posto da UK Albums Chart. As segunda e terceira músicas de divulgação do disco, "Hush Hush" e "Good Girl", alcançaram os números seis e 66 no Reino Unido, respectivamente.

## Álbuns de estúdio
| Detalhes do álbum | Melhores posições atingidas | Melhores posições atingidas | Melhores posições atingidas | Melhores posições atingidas | Melhores posições atingidas | Melhores posições atingidas | Melhores posições atingidas | Certificações | Vendas        |
| Detalhes do álbum | AUS                         | BEL (FLA)                   | HOL                         | IRL                         | POL                         | RU                          | SUI                         | Certificações | Vendas        |
| --- | --------------------------- | --------------------------- | --------------------------- | --------------------------- | --------------------------- | --------------------------- | --------------------------- | ------------- | ------------- |
| Alexis Jordan - Lançamento: 25 de fevereiro de 2011 - Gravadora(s): Roc Nation e Columbia - Formato(s): CD e download digital | 11                          | 87                          | 21                          | 28                          | 62                          | 9                           | 96                          | - BPI: Prata  | - BPI: 60.000 |

## Singles

### Como artista principal
| 2011                                                                             | "Happiness" | 1 | 3  | 3  | 1  | 31 | 8 | 3  | 44 | - ARIA: 3× Platina - BEA: Ouro - RMNZ: Ouro - BPI: Ouro | Alexis Jordan |
| 2011                                                                             | "Good Girl" | 1 | 40 | 9  | 25 | 15 | — | 6  | —  | - BPI: Prata                                            | Alexis Jordan |
| 2011                                                                             | "Hush Hush" | — | —  | 55 | 12 | 36 | — | 66 | —  |                                                         | Alexis Jordan |
| "—" indica uma obra que não entrou na tabela musical ou não foi lançada no país. |             |   |    |    |    |    |   |    |    |                                                         |               |

### Singlespromocionais
| 2011                                                                             | "Say That"  | — | — | —  | —  | — | — | — | —  | Alexis Jordan        |
| 2013                                                                             | "Acid Rain" | 1 | — | 55 | 88 | — | — | — | 75 | Não inclusa em álbum |
| "—" indica uma obra que não entrou na tabela musical ou não foi lançada no país. |             |   |   |    |    |   |   |   |    |                      |

### Como artista convidada
| Ano  | Obra                                        | Melhores posições atingidas | Melhores posições atingidas | Melhores posições atingidas | Melhores posições atingidas | Melhores posições atingidas | Melhores posições atingidas | Melhores posições atingidas | Melhores posições atingidas | Melhores posições atingidas | Certificações                                                             | Álbum              |
| Ano  | Obra                                        | EUA                         | ALE                         | AUS                         | AUT                         | BEL (FLA)                   | HOL                         | IRL                         | RU                          | SUI                         | Certificações                                                             | Álbum              |
| ---- | ------------------------------------------- | --------------------------- | --------------------------- | --------------------------- | --------------------------- | --------------------------- | --------------------------- | --------------------------- | --------------------------- | --------------------------- | ------------------------------------------------------------------------- | ------------------ |
| 2011 | "Got 2 Luv U" (Sean Paul com Alexis Jordan) | 84                          | 3                           | 26                          | 7                           | 13                          | 1                           | 43                          | 11                          | 1                           | - IFPI: Ouro - BVMI: Platina - ARIA: Platina - BPI: Prata - IFPI: Platina | Tomahawk Technique |